# Willi von Helden
Willi von Helden (* 18. Dezember 1915 in Berlin; † 2. Oktober 1988) war ein deutscher Lehrer und Politiker (SPD).

## Werdegang
Von Helden besuchte von 1926 bis 1935 das Berliner Luisenstädtische Reformrealgymnasium. Nach dem Abitur ging er 1935 zum Studium an die Hochschule für Lehrerbildung nach Elbing (Westpreußen). Hier legte er 1937 die Erste Prüfung für das Lehramt an Volksschulen ab. Darauf folgte ein halbes Jahr Reichsarbeitsdienst in Ostpreußen. Am 2. Dezember 1937 beantragte er die Aufnahme in die NSDAP und wurde rückwirkend zum 1. Mai desselben Jahres aufgenommen (Mitgliedsnummer 5.868.519). Von 1937 bis 1939 war er Lehrer an der zweiklassigen Volksschule in Grabenhof, Kreis Sensburg/Ostpreußen. Im August 1939 wurde er eingezogen, legte während eines Urlaubs vom Kriegsdienst 1940 die Zweite Prüfung für das Lehramt an Volksschulen ab.
Von Mai 1945 bis Juni 1947 war er in französischer Kriegsgefangenschaft, anschließend – bis zu seiner Anstellung als Lehrer und Schulleiter der zweiklassigen Volksschule in Rechenberg, Kreis Crailsheim – arbeitete er als Landarbeiter in Lendsiedel, Kreis Crailsheim. 1954 wurde er Schulleiter der vierklassigen Volksschule in Gründelhardt, Kreis Crailsheim und 1961 Rektor der Waldeckschule in Göppingen-Jebenhausen. 1970 wurde er zum Schulrat ernannt und 1977 Schulamtsdirektor in Nürtingen. 1979 ging er in den Ruhestand.

## Politischer Werdegang
Von 1955 bis 1961 war von Helden Kreisverordneter für die SPD im Kreis Crailsheim und von 1965 bis 1974 Mitglied des Kreistags in Göppingen. Bis 1974 war er auch Ortsvereinsvorsitzender der SPD in Göppingen.
1964 bis 1976 Mitglied des Landtags von Baden-Württemberg für den Wahlkreis Göppingen I.
Seine Arbeitsschwerpunkte im Landtag:
- Mitglied im Ausschuss für Landesplanung, im Verwaltungsausschuss und im Sonderausschuss Verwaltungsreform.
- Im Landwirtschaftsausschuss setzte er sich besonders für die Verbesserung der sozialen Lage der Bauernfamilien und des landwirtschaftlichen Schulwesens ein.
- Während aller drei Legislaturperioden war Willi von Helden Mitglied im Kulturpolitischen Ausschuss und von 1968 bis 1976 dessen stellvertretender Vorsitzender. In diesem Politikfeld engagierte er sich besonders für die Einführung der Gemeinschaftsschule.[4]

Sonstiges Engagement:
- Mitglied der 7. und 8. Württembergischen Evangelischen Landessynode, deren Vizepräsident er von 1969 bis 1972 war.
- 1965 bis 1971 Vorsitzender des Turngaus Staufen im Schwäbischen Turnerbund

## Ehrungen
- 1972: Verdienstkreuz 1. Klasse der Bundesrepublik Deutschland
- 1986: Verdienstmedaille des Landes Baden-Württemberg